# Dálvares
Dálvares é uma povoação portuguesa do Município de Tarouca que foi sede da extinta Freguesia de Dálvares, freguesia que tinha 3,04 km² de área e 689 habitantes (2011), e, por isso, uma densidade populacional de 226,6 hab/km².
Em 2013, no âmbito da reforma administrativa, a Freguesia de Dálvares foi agregada à Freguesia de Tarouca, criando-se a União de Freguesias de Tarouca e Dálvares.

## População
| População da freguesia de Dálvares | População da freguesia de Dálvares | População da freguesia de Dálvares | População da freguesia de Dálvares | População da freguesia de Dálvares | População da freguesia de Dálvares | População da freguesia de Dálvares | População da freguesia de Dálvares | População da freguesia de Dálvares | População da freguesia de Dálvares | População da freguesia de Dálvares | População da freguesia de Dálvares | População da freguesia de Dálvares | População da freguesia de Dálvares | População da freguesia de Dálvares |
| ---------------------------------- | ---------------------------------- | ---------------------------------- | ---------------------------------- | ---------------------------------- | ---------------------------------- | ---------------------------------- | ---------------------------------- | ---------------------------------- | ---------------------------------- | ---------------------------------- | ---------------------------------- | ---------------------------------- | ---------------------------------- | ---------------------------------- |
| 1864                               | 1878                               | 1890                               | 1900                               | 1911                               | 1920                               | 1930                               | 1940                               | 1950                               | 1960                               | 1970                               | 1981                               | 1991                               | 2001                               | 2011                               |
| 324                                | 393                                | 432                                | 474                                | 439                                | 439                                | 462                                | 496                                | 540                                | 523                                | 549                                | 544                                | 610                                | 621                                | 689                                |

| Distribuição da População por Grupos Etários | Distribuição da População por Grupos Etários | Distribuição da População por Grupos Etários | Distribuição da População por Grupos Etários | Distribuição da População por Grupos Etários | Distribuição da População por Grupos Etários | Distribuição da População por Grupos Etários | Distribuição da População por Grupos Etários | Distribuição da População por Grupos Etários | Distribuição da População por Grupos Etários |
| -------------------------------------------- | -------------------------------------------- | -------------------------------------------- | -------------------------------------------- | -------------------------------------------- | -------------------------------------------- | -------------------------------------------- | -------------------------------------------- | -------------------------------------------- | -------------------------------------------- |
| Ano                                          | 0-14 Anos                                    | 15-24 Anos                                   | 25-64 Anos                                   | > 65 Anos                                    |                                              | 0-14 Anos                                    | 15-24 Anos                                   | 25-64 Anos                                   | > 65 Anos                                    |
| 2001                                         | 108                                          | 113                                          | 323                                          | 77                                           |                                              | 17,4%                                        | 18,2%                                        | 52,0%                                        | 12,4%                                        |
| 2011                                         | 115                                          | 68                                           | 412                                          | 94                                           |                                              | 16,7%                                        | 9,9%                                         | 59,8%                                        | 13,6%                                        |

Média do País no censo de 2001:  0/14 Anos-16,0%; 15/24 Anos-14,3%; 25/64 Anos-53,4%; 65 e mais Anos-16,4%
Média do País no censo de 2011:   0/14 Anos-14,9%; 15/24 Anos-10,9%; 25/64 Anos-55,2%; 65 e mais Anos-19,0%

## Património
- Casa do Paço de Dálvares ou Paço de Alvares